# 埼玉県環境科学国際センター
埼玉県環境科学国際センター（さいたまけんかんきょうかがくこくさいセンター）は、埼玉県加須市上種足にある環境学習施設と環境研究所が一体となった環境科学の中核機関である。埼玉大学の連携大学院でもある。前身となる施設である埼玉県公害センター（旧浦和市）の全機能を移転し、さらに環境情報提供、環境学習などの多面的な機能を兼ね備えた施設として開所した。

## 概要
旧騎西町に2000年4月にオープンした。展示館や各種イベントなど、様々な環境学習の機会を提供している。県内の小中学生が行田市などでの藍染体験などとともに当施設を見学することも多い。敷地面積約4ha。
隣接した公園部分として約1.6haの種足ふれあいの森（加須市管理）と、生態園と名づけられた約2.2haの自然観察園がある。

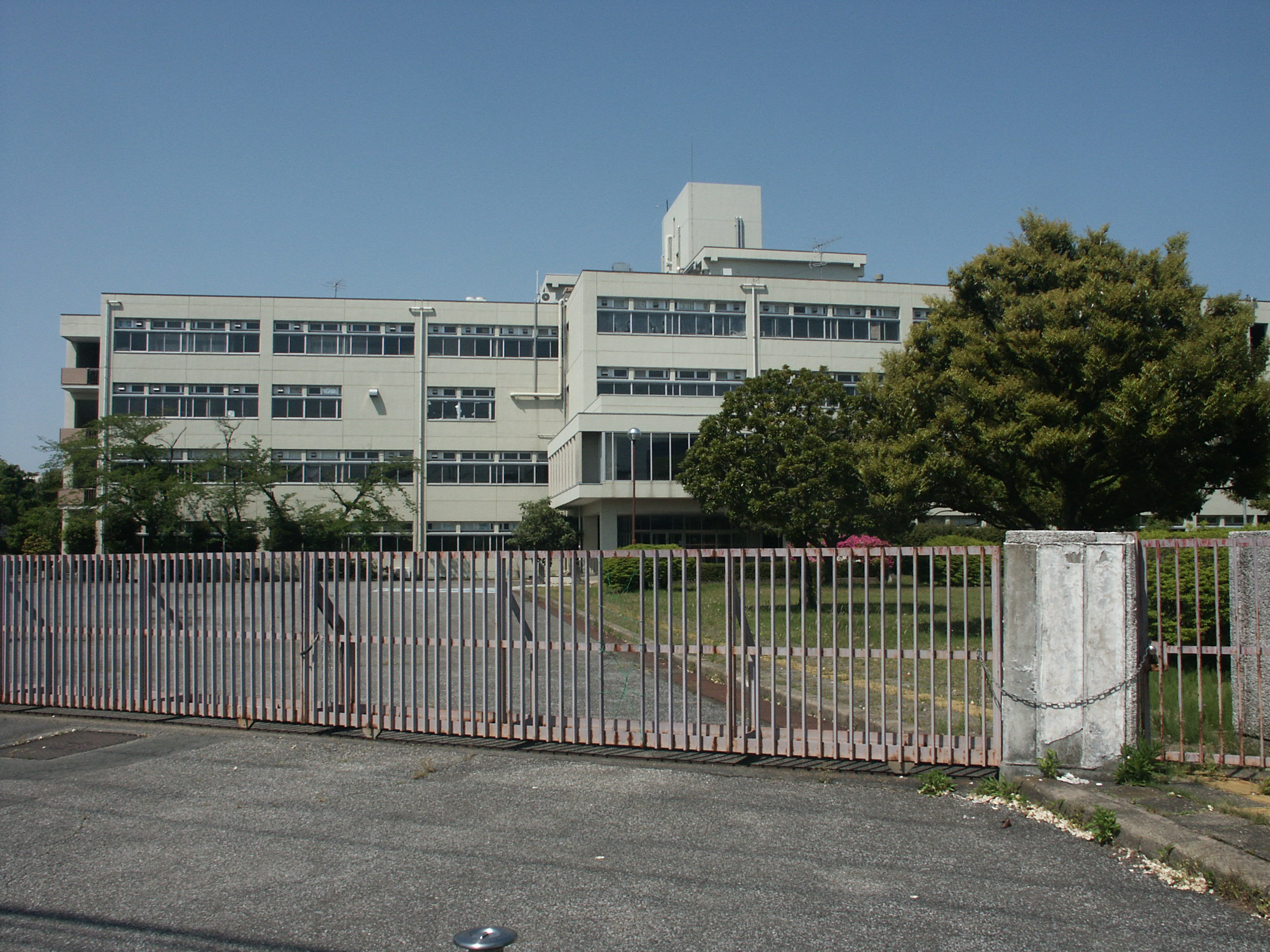
埼玉県公害センター旧庁舎

## 歴史
浦和市大字上大久保にあった前身の埼玉県公害センターについても述べる。1999年（平成11年）4月の公害センターの職員数は41人。
- 1953年（昭和28年）2月 - 埼玉県衛生研究所が設立。公害に関する部門が開設されるのは1964年（昭和39年）。
- 1962年（昭和37年）6月 - 県議会において、公害発生施設等の届出、知事の措置命令権等を内容とする「埼玉県公害防止条例」が制定。
- 1963年（昭和38年）3月 - 「埼玉県公害防止審議会」を設置。
- 1964年（昭和39年）4月 - 衛生部環境衛生課に公害係が新設され、公害問題を専門的に処理する体制が整えられた。
- 1968年（昭和43年）
  - 4月 - 公害問題はますます深刻化してきたため、衛生部環境衛生課の公害係が発展的に解消され、同部に公害対策室が新設された。
  - 11月 - 県民生活部を設置、衛生部の所管であった公害行政が移管され、公害課が設けられた。同時に、公害問題の研究体制を整備するため、衛生研究所に公害研究部（第一奉斗・第二科）が設置され、埼玉県公害センターの前身が誕生した。
- 1970年（昭和45年）10月 - 衛生研究所の公害研究部を発展的に解消し、新たに公害センターを設置、庶務課及び研究部（第一科：水質関係・第二科：大気関係）、職員数13人の体制で大宮市吉敷町の衛生研究所構内（当時）で業務を開始した。
- 1971年（昭和46年）6月23日 - 多様化する公害問題に対処するため、浦和市大字上大久保に公害センターの新庁舎を着工。
- 1972年（昭和47年）3月25日 - 鉄筋4階建て・延床面積5,386平方メートルの庁舎が完成し、研究職員の増強、各種分析機器等の充実整備が行われた。また、設備や情報を相互効果的に利用できるよう、埼玉県衛生研究所との合同庁舎とされた。共用して使用する部屋も多かった（図書室・会議室など）。
- 1994年（平成6年）4月 - 環境問題は地球温暖化など多岐にわたっており、新たな環境問題に適応するため試験研究の充実、環境情報の収集、情報提供、国際貢献、環境学習機能などの多面的機能をもつ施設が必要とされた。そのため、環境部環境総務課内に環境科学センター担当が設置され、施設の検討が始まった。
- 1997年（平成9年）4月 - 環境科学センター担当から環境生活部環境科学国際センター整備室へと発展した。
- 1998年（平成10年）1月 - 埼玉県環境科学国際センターが着工される。
- 1999年（平成11年）7月 - 埼玉県環境科学国際センターの建物が竣工。
- 2000年（平成12年）4月 - 旧騎西町に埼玉県環境科学国際センターが開所。埼玉県公害センターの全機能が移転。
- 2002年(平成14年)4月 - 埼玉大学の連携大学院としての活動開始
- 2004年（平成16年）11月 - 皇太子行啓。
- 2010年（平成22年）
  - 3月23日 - 騎西町が加須市などと合併し加須市に。
  - 5月 - 展示館入場者数50万人。
- 2014年（平成26年）4月1日 - 公害センター庁舎内に入居していた埼玉県衛生研究所も老朽化により吉見町に移転。
- 2016年（平成28年）3月 - 公害センター旧庁舎を解体。

## 開館日時
- 休館日：月曜日（ただし、休日、県民の日は開館）・開館した月曜日の翌日（県民の日の翌日は開館）・年末年始（12月29日から1月3日まで）
- 開館時間：午前9時30分から午後4時30分（入館は午後4時まで）

## 所在地
- 埼玉県環境科学国際センター - 加須市上種足914
- 旧埼玉県公害センター - 浦和市（現さいたま市桜区）上大久保639-1、同居していた衛生研究所は移転し、建物は取り壊された。

## アクセス
鴻巣駅東口1番乗り場から
- 朝日バス KZ11・KZ12「加須車庫ゆき」またはKZ21・KZ22「加須駅南口ゆき」乗車約15分、「環境科学国際センター」にて下車、徒歩3分。

加須駅南口バス乗り場から
- 朝日バス KZ11・KZ21「鴻巣駅ゆき」またはKZ12・KZ22「免許センターゆき」に乗り、約15分、「環境科学国際センター」にて下車、徒歩3分。